# Ayuntamiento Viejo de Zamora

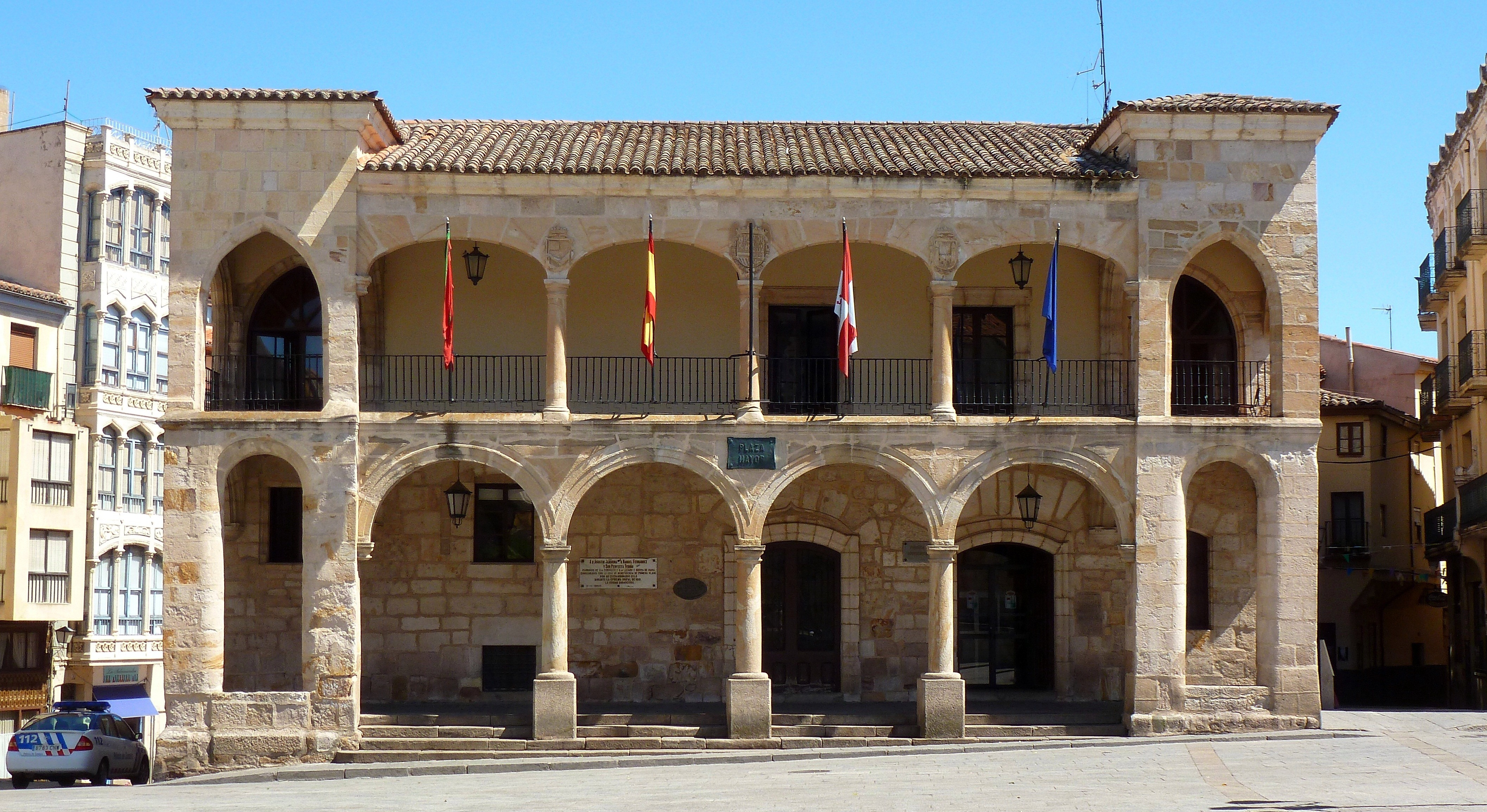
Fachada porticada del Ayuntamiento viejo en el sur de la Plaza.

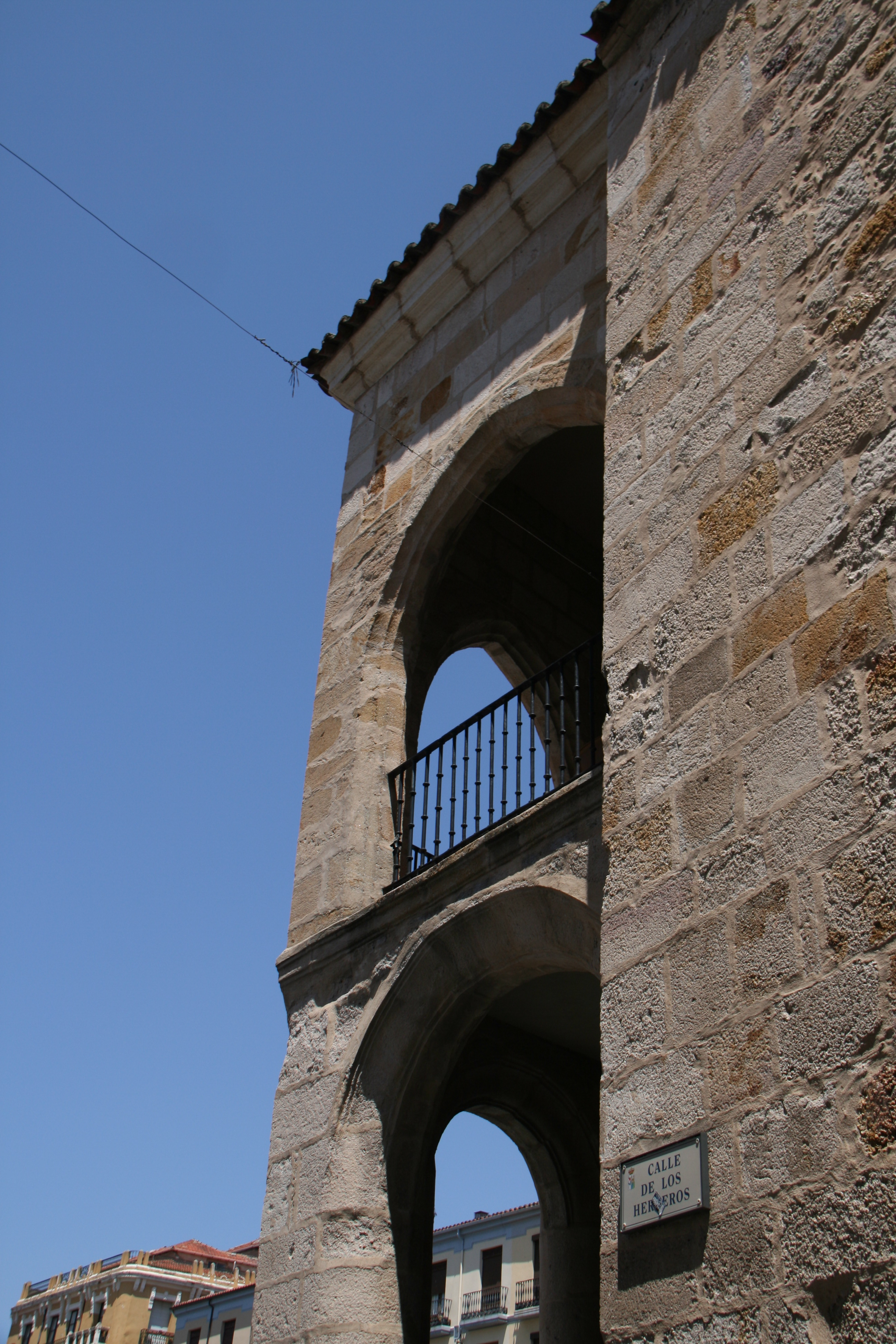
Balconada

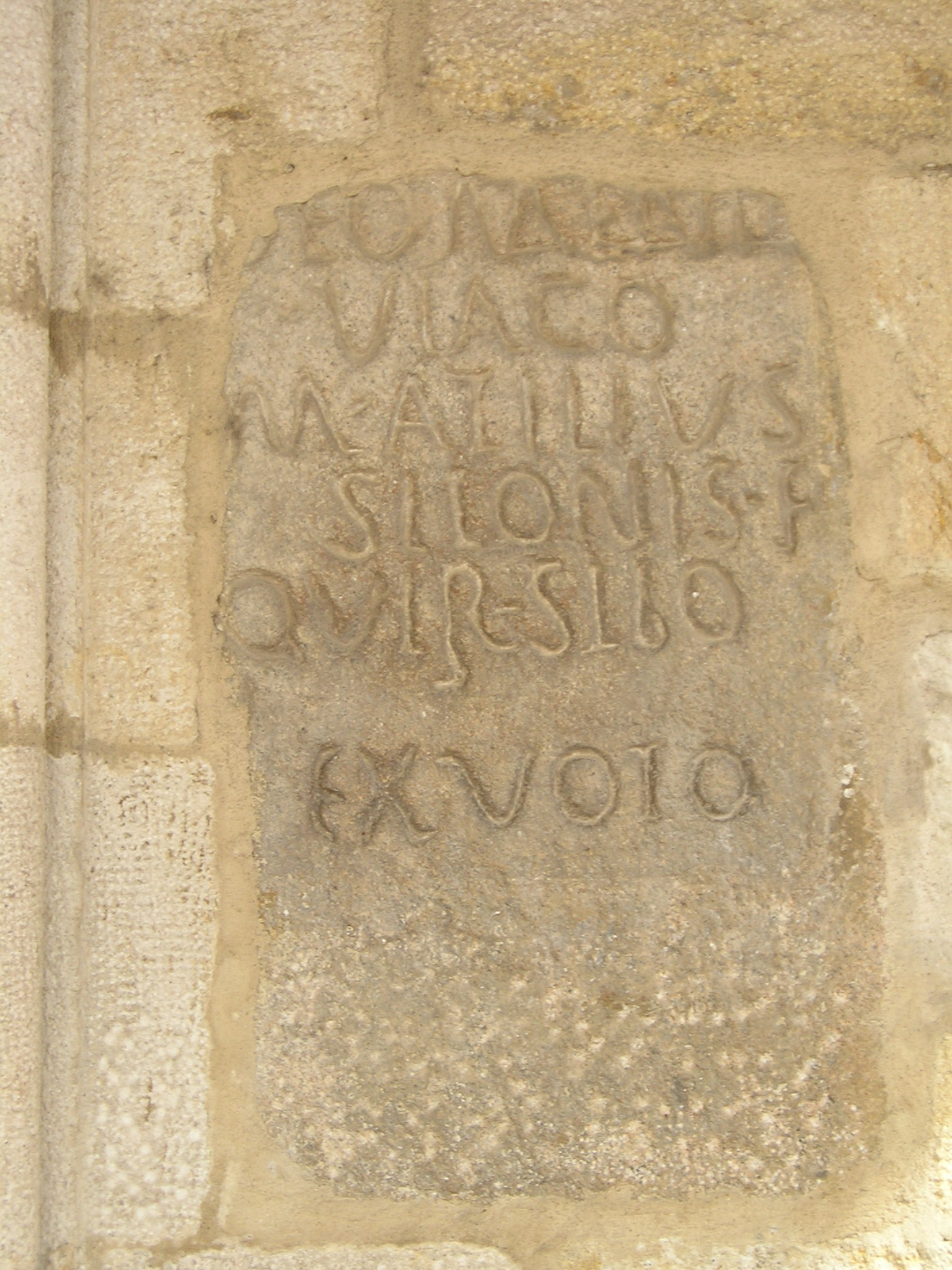
Ara votiva romana empotrada en la fachada del Ayuntamiento viejo de Zamora

El Ayuntamiento viejo de Zamora es un edificio porticado que se encuentra en la plaza Mayor de Zamora. Se trata de uno de los edificios más antiguos de la Plaza junto con la iglesia de San Juan. Tuvo funciones de Ayuntamiento hasta 1950, justo cuando comenzó a funcionar el nuevo edificio (ubicado justo enfrente). A pesar de su antigüedad no es la sede del primer ayuntamiento que tuvo la ciudad. El edificio actual, denominado Ayuntamiento Viejo, se realizó a comienzos del siglo XVII y es de estilo plateresco. Entre sus cambios más significativos se cuenta con la eliminación de dos de sus torres, y de la restauración del edificio en 1977. En la actualidad alberga las dependencias de la Policía Municipal.

## Historia
La ciudad de Zamora creció hasta mediados del siglo XII hacia el noroeste debido a su limitación natural con el Duero. La ubicación de la casa consistorial, que inicialmente se encontraba junto a la iglesia de San Martín, necesitó de una nueva sede. Gracias al amparo de las Leyes de Toledo promulgadas por los Reyes Católicos, se concedía a las ciudades y a las villas de Castilla la posesión de un local con las funciones de Ayuntamiento. Se eligió para la edificación de esta casa consistorial la posición que ocupa el edificio en la Plaza, y de esta forma ya a comienzos del año 1484 se comenzaban las obras del edificio. Finalizando completamente en 1493.
En 1523 el edificio se ve sometido a un devastador incendio que destruye parte del archivo y del patrimonio histórico de la ciudad incluido entre sus paredes. En 1603 se decide ampliar el edificio por quedarse pequeño para celebrar reuniones y almacenar las armas de la ciudad. En 1622 se decide edificar otra casa en su lugar, de mayor tamaño. Esta obra es la que actualmente se conoce en la plaza de Zamora, con la añadidura de dos torres que posteriormente se desmocharon en 1875. Existía una lápida en la fachada que decía:

Reinando la Católica Majestad de Felipe IV el Grande hízose esta obra por acuerdo de Zamora, siendo corregidor Andrés Pérez Trigueros, Caballero del hábito de Santiago, natural de Sillo, General de Artillería de Ciudad Rodrigo y Gobernador de estas fronteras y su Alcalde Mayor y auditor de ellos Francisco Suárez Sotomayor.

En 1720 se incendia con el rayo de una tormenta la sala de juntas del ayuntamiento. El incendio destruye además parte del mobiliario. En 1738 se incorpora un reloj mecánico, compuesto por el maestro Hernando del Palacio (autor también del reloj de la Catedral). En esta época se amplían los espacios dedicados a archivos documentales, mediante la inclusión de edificios anexos. El terremoto de Lisboa de 1755 afecta a parte de la estructura del edificio. Con ocasión de unas lluvias torrenciales acaecidas en 1799 el muro que daba a la calle Alcazaba se desploma. En abril de 1977 se ejecutan obras de restauración de gran envergadura. En 1875 se desmocha el edificio y se cubre con cristaleras la zona alta. El 18 de julio de 1950 cesa sus funciones como casa consistorial.

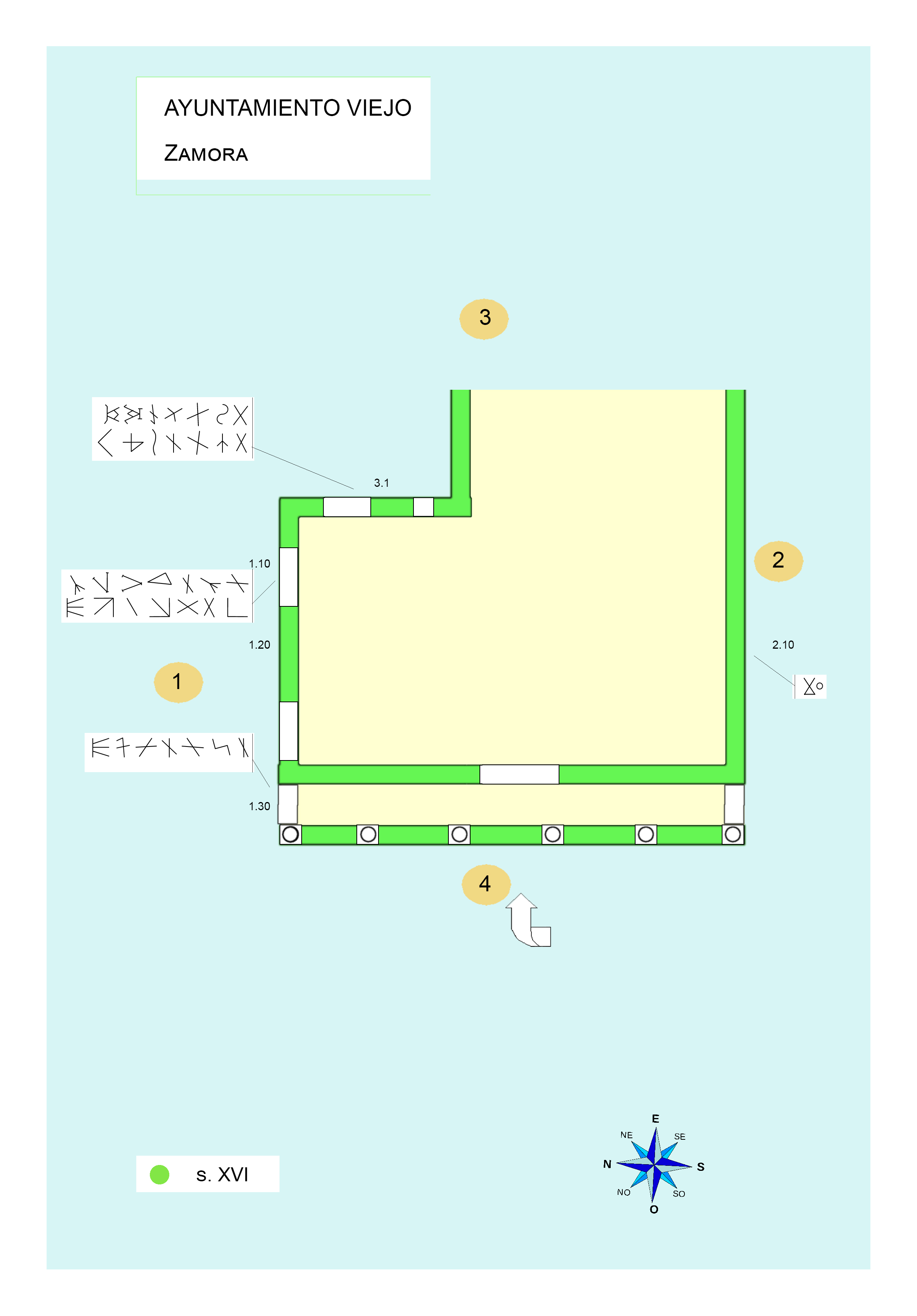
Aprox. a la planta y marcas de cantero.
1 Fachada Norte, 2 Fachada sur, 3 Fachada este, 4 Fachada oeste.

## Características
Se trata de un edificio de dos plantas con fachada porticada que se edificó con piedra de Peñausende. Su estilo arquitectónico se engloba dentro del plateresco español. El corredor bajo se encuentra soportado con tres columnas sobre un zócalo que se rematan en arcos de medio punto, los del balcón superior se rematan en arcos carpaneles de estilo plateresco. En las enjutas de los arcos hay escudos de España y de Zamora. Hasta 1875 el edificio poseyó dos torres hasta que fueron finalmente desmochadas (derribadas). En la fachada se encuentra una placa de nivelación en hierro fundido indicando una altitud sobre el nivel del mar de 652,2 metros con referencia al clavo de nivelación NP-1487 que se ubica en el umbral de la puerta de acceso.

### Planta
Su planta es rectangular de 25 metros por 9.5 metros.

### Marcas de cantero
Se han detectado 47 signos de 32 tipos diferentes en el exterior del edificio.